# Duralhinnan

1) Skinn 2) Aponeuros 3) Benhinna 4) Ben
5) Hjärnhinnor: 6) Duralhinnan/Dura mater 7) Spindelvävshinnan 8) Pia mater

Duralhinnan är den yttersta av de tre hjärnhinnor som är till för att skydda hjärnan mot skador.
Mellan hinnorna finns cerebrospinalvätska.